# Bombardeo de Argel (1816)

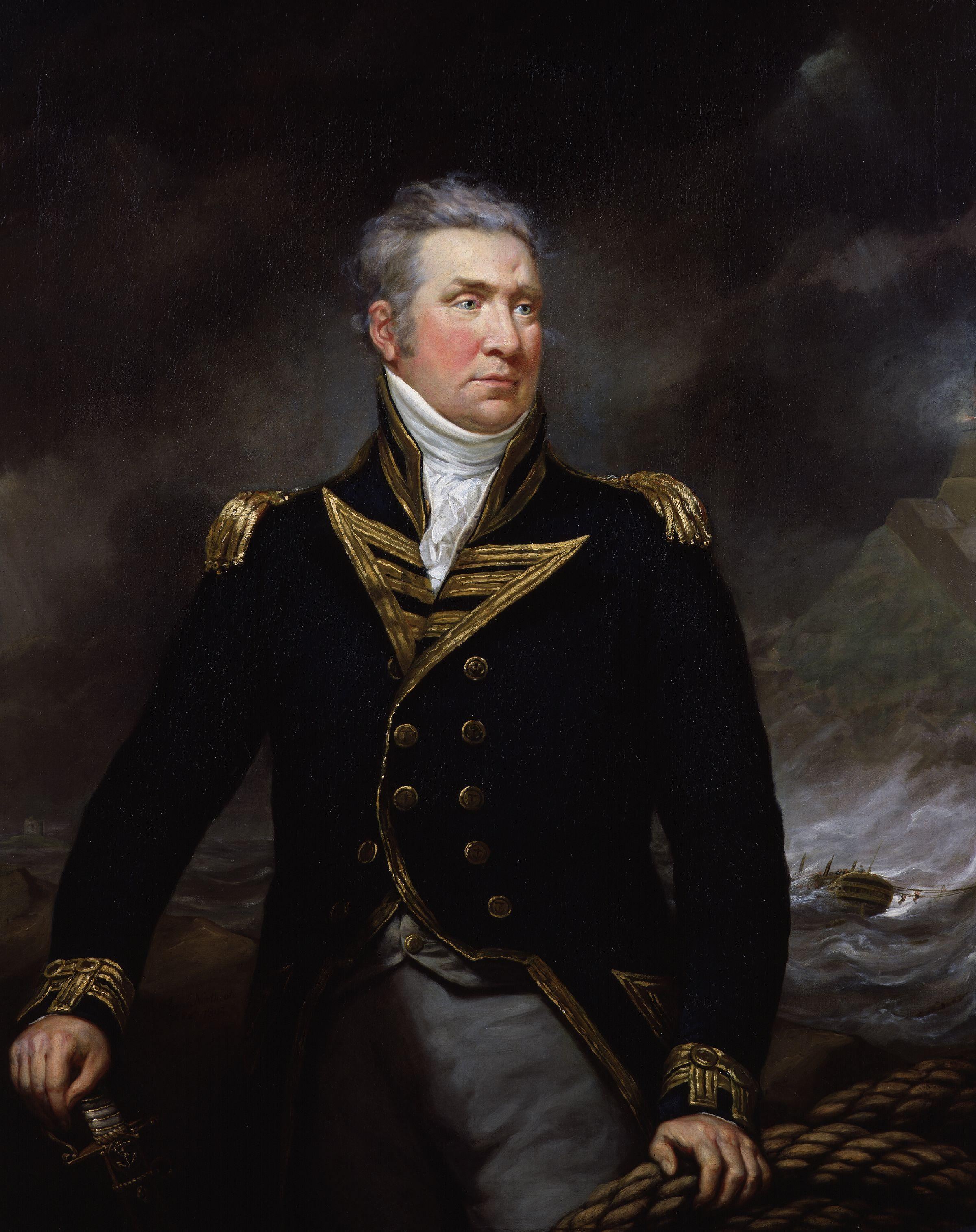
Edward Pellew, Lord Exmouth

El Bombardeo de Argel del 27 de agosto de 1816 fue un intento por parte del Reino Unido por acabar con la práctica de la esclavitud del Dey de Argel. Una flota anglo-neerlandesa al mando del Almirante Lord Exmouth bombardeó los barcos y defensas portuarias de Argel.
Aunque hubo una continua campaña por parte de varias marinas europeas y americanas para suprimir la piratería en contra de los europeos por parte de los estados berberiscos norteafricanos, el objetivo específico de esta expedición fue el de liberar esclavos cristianos y poner fin a la práctica de esclavización de europeos. En este aspecto, el bombardeo fue parcialmente efectivo, ya que el Dey de Argel acordó liberar 3000 esclavos y firmó un tratado en contra de la esclavización de europeos. Sin embargo, el cese de la práctica de la esclavitud no duraría mucho tiempo.

## Antecedentes
Tras el fin de las Guerras Napoleónicas en 1815, la Marina Real Británica ya no necesitaba a los estados berberiscos como fuente de suministro para Gibraltar y su flota en el Mar Mediterráneo. Esto permitió al Reino Unido ejercer una considerable presión política sobre los estados berberiscos para que cesasen sus acciones de piratería y esclavización de cristianos europeos.
A principios de 1816, Lord Exmouth llevó a cabo una misión diplomática, respaldada por un pequeño escuadrón de navíos de línea a Túnez, Trípoli y Argel para convencer a los deys de que abandonaran la práctica y liberasen a los esclavos cristianos. Los deys de Túnez y Trípoli estuvieron de acuerdo sin ninguna resistencia, pero el dey de Argel se mostró más recalcitrante y las negociaciones fueron tumultuosas. Exmouth creía que había logrado negociar un tratado para poner fin a la esclavización de cristianos y regresó a Inglaterra. Sin embargo, debido a órdenes confundidas, tropas de Argel masacraron 200 pescadores corsos, sicilianos y sardos, que estaban bajo protección británica, justo después de que el tratado fuese firmado. Esto causó ira en el Reino Unido y Europa, y las negociaciones de Exmouth fueron vistas como un fracaso.
Como resultado de esto, Exmouth fue ordenado hacerse a la mar nuevamente para terminar el trabajo y castigar a los argelinos. Reunió un escuadrón de cinco navíos de línea, un buque de cuarto grado de 50 cañones (el HMS Leander), cuatro fragatas (HMS Severn, Glasgow, Granicus y Hebrus) y cinco bombarderos (HMS Belzebub, Fury, Hecla e Infernal). El buque insignia era el HMS Queen Charlotte de 100 cañones y el contraalmirante David Milne era su segundo al mando a bordo del HMS Impregnable de 98 cañones. Este escuadrón era considerado por muchos como insuficiente, pero Exmouth ya había observado libremente las defensas de Argel: estaba muy familiarizado con la ciudad, y era muy consciente de la debilidad en el campo de fuego de las baterías defensivas. Consideraba que más navíos grandes hubiesen interferido los unos con los otros sin ser capaces de poder causar mucho daño. Además de la flota principal, había cuatro balandros (HMS Heron, Mutine, Cordelia y Britomart), ocho botes de barcos armados con cohetes Congreve, y algunos transportes para trasladar a los esclavos rescatados.
Cuando los británicos llegaron a Gibraltar, un escuadrón de cinco fragatas neerlandesas (Melampus, Frederica, Dageraad, Diana y Amstel) y una corbeta –lideradas por el contraalmirante Theodorus Frederik van Capellen– ofreció unirse a la expedición. Exmouth decidió asignarles la misión de cubrir a la fuerza principal de las baterías argelinas en los flancos, ya que no había suficiente espacio en el muelle para las fragatas holandesas.

## Planificación del ataque

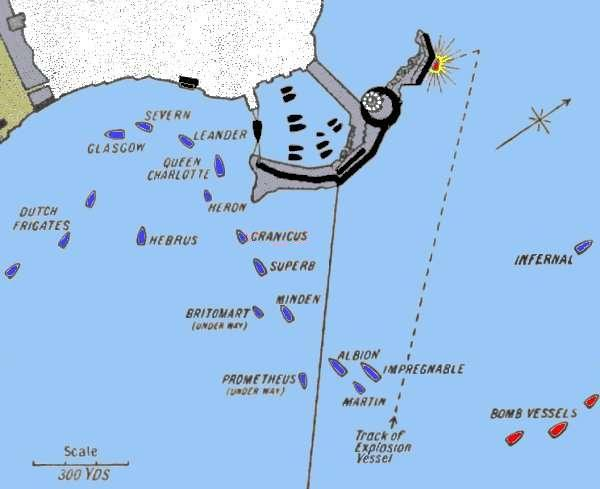
Dibujo que muestra las posiciones de la flota durante el bombardeo.

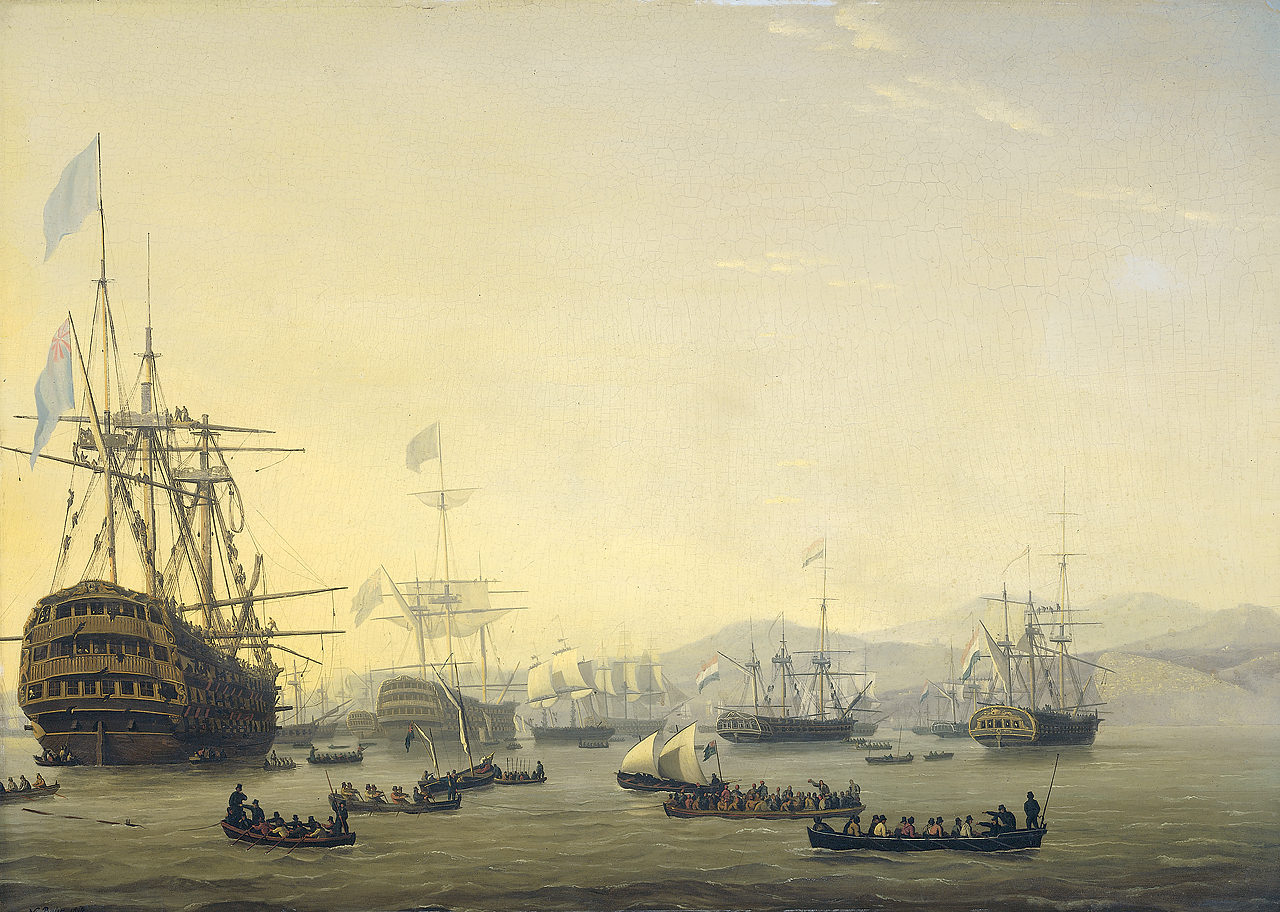
El consejo de guerra bordo del HMS Queen Charlotte, 1818, Nicolaas Bauer

El día antes del ataque, la fragata Prometheus y su capitán Dashwood trató de rescatar en secreto al cónsul británico, su esposa e hijo. Algunos miembros del grupo de rescate fueron descubiertos y arrestados. El ataque fue descrito por el cónsul estadounidense.
El plan de ataque consistía en que los barcos más grandes se acercasen en formación de columna. Debían dirigirse a la zona en donde la mayoría de los cañones argelinos no pudiesen apuntar. Luego, debían anclar y bombardear las baterías y fortificaciones en el muelle para destruir las defensas. Al mismo tiempo, el HMS Leander, de 50 cañones, debía anclar en la bocana del puerto y bombardear los barcos dentro del muelle. Para proteger al Leander de la batería costera, dos fragatas –HMS Severn y HMS Glasgow– debían navegar hacia la costa y bombardear la batería.

## El bombardeo

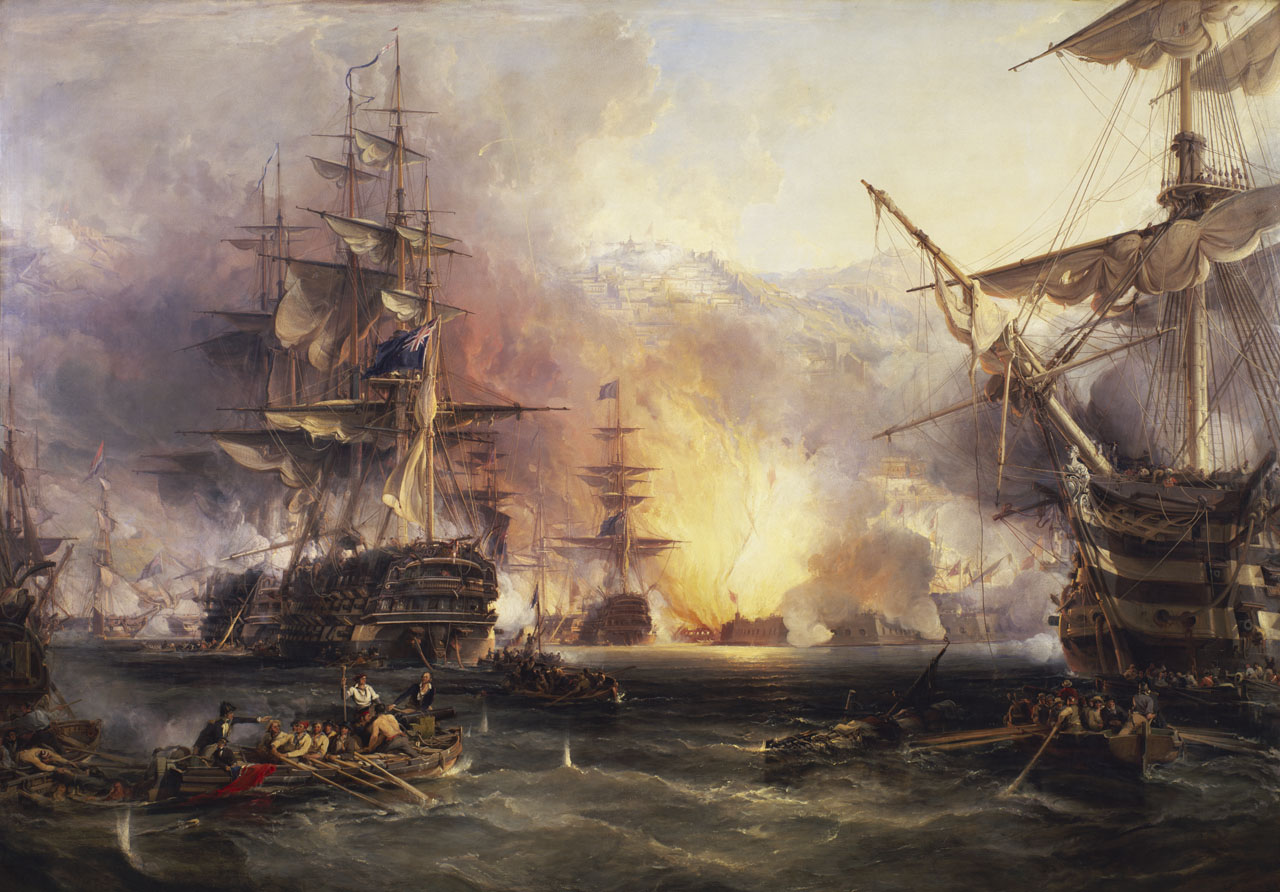
Pintura de George Chambers Sr.

Exmouth ancló la Queen Charlotte a aproximadamente 75 metros del muelle en frente de los cañones argelinos. Sin embargo, varios otros barcos, en especial el contraalmirante Milne a bordo del HMS Impregnable, anclaron fuera de posición, en el caso del barco de Milne unos 380 metros de donde debió haberlo hecho. Este error redujo la efectividad de estos buques y los expuso a un fuego más intenso de los argelinos. Algunos de los otros barcos navegaron más allá del Impregnable y anclaron en posiciones más cercanas a las del plan. El desafortunado hueco dejado por el HMS Impregnable fue cerrado por la fragata HMS Granicus y el balandro Heron.

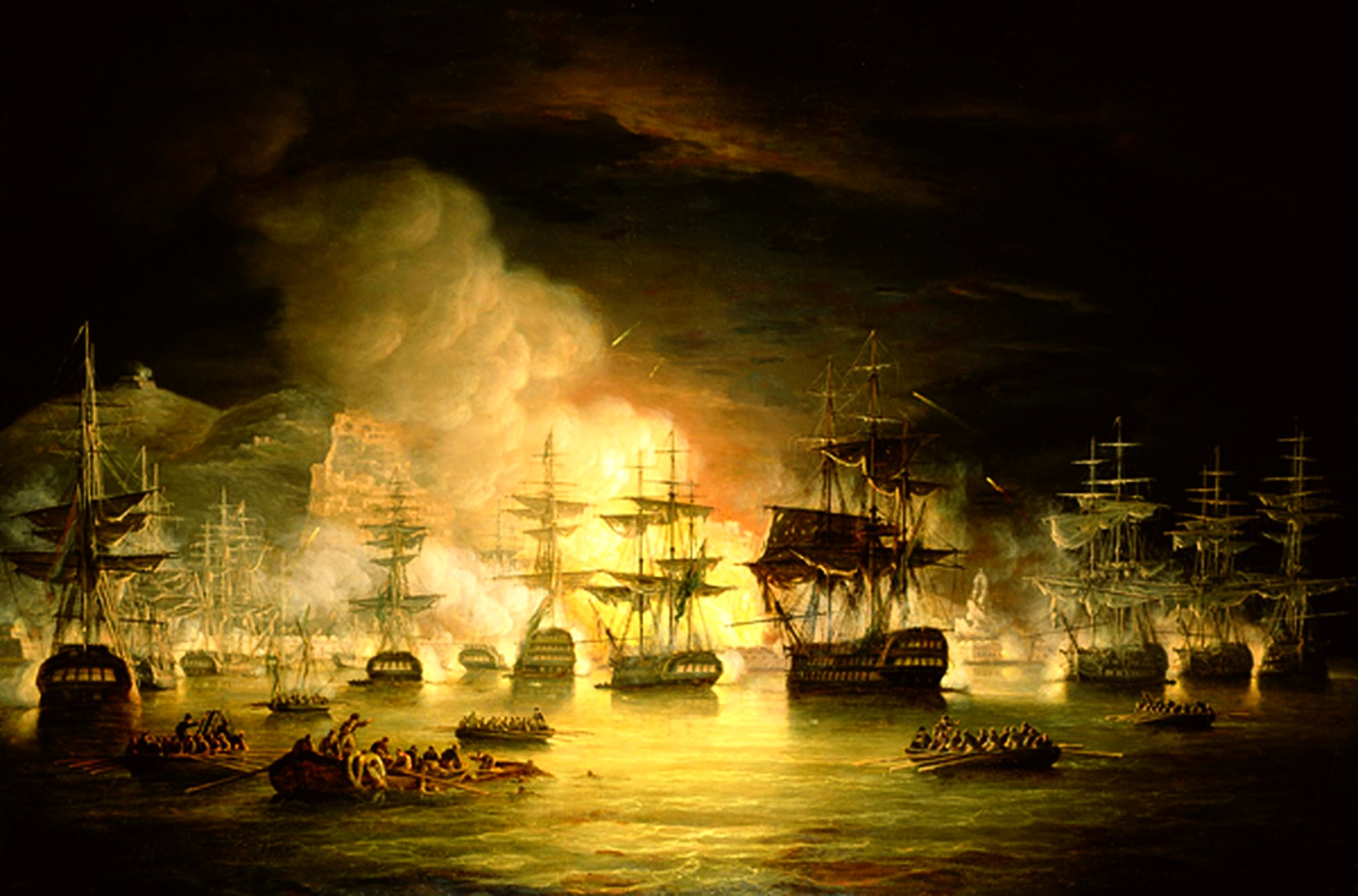
Pintura del bombardeo de Thomas Luny

En las anteriores negociaciones, tanto Exmouth como el Dey de Argel habían indicado que no harían el primer disparo. El plan del Dey era permitir a la flota anclar y después salir del puerto y abordar los barcos con gran número de hombres en botes pequeños. Pero, la disciplina argelina fue menos efectiva y un cañón suyo disparó a las 15:15. Exmouth comenzó el bombardeo de inmediato. La flotilla argelina hizo un intento de abordar pero treinta y tres de sus botes fueron hundidos. Tras una hora, el cañón del muelle fue silenciado por completo, y Exmouth volvió su atención a los barcos en el puerto, incluyendo un número de buques de guerra del tamaño de fragata o menores, los cuales estaban destruidos para las 19:30.
Aunque la flota también bombardeó la ciudad, hubo relativamente pocos daños pues la construcción de las casas provocó que las balas de cañón atravesaran las paredes, dejando agujeros en ellas pero sin destruirlas. Los morteros explosivos y cohetes causaron alguna destrucción en los edificios domésticos, y los barcos en el puerto ardieron tan violentamente que los almacenes de los alrededores también cogieron fuego y se incendiaron por completo.
A las 20:00, Milne pidió que una balandra que había sido preparada como un bote explosivo, con 143 barriles de pólvora a bordo, fuese utilizada contra la "batería del faro", la cual estaba disparando intensamente sobre su barco. El barco fue detonado, pero sin mucho efecto y contra la batería equivocada.
Pese a esto, las baterías argelinas no pudieron mantener el fuego y para las 22:15, Exmouth ordenó a la flota que levantase anclas y saliera del alcance, dejando al HMS Minden disparando para suprimir cualquier otra resistencia. Para la 01:30 del día siguiente, la flota estaba anclada fuera del alcance de las defensas de la ciudad. Se trató a los heridos, y las tripulaciones limpiaron los daños causados por los cañones argelinos. Las bajas británicas fueron del 16 por ciento de sus hombres heridos o muertos. En contraste, las bajas británicas en la Batalla de Trafalgar habían sido solo del 9 por ciento.
El escuadrón aliado realizó sobre 50 000 disparos utilizando 118 toneladas de pólvora, y los barcos bombarderos habían disparado 960 morteros explosivos.

## Resultado
Al mediodía del día siguiente, Exmouth envió la siguiente carta al Dey:
"Señor, por sus atrocidades en Bona contra cristianos indefensos, además de su impropia indiferencia ante las exigencias que hice el día de ayer en el nombre del Príncipe Regente de Inglaterra, la flota bajo mis órdenes le ha mandado un mensaje de castigo con la destrucción total de su flota, almacenes y arsenal, con la mitad de nuestras baterías. Como Inglaterra no hace la guerra para destruir ciudades, me niego a presenciar sus crueldades personales sobre los inocentes habitantes del país, y por eso le ofrezco los mismos términos de paz que le hice llegar ayer en el nombre de mi Soberano. Sin la aceptación de estos términos, no podrá tener paz con Inglaterra."
Advirtió de que si sus términos no eran aceptados, continuaría con el bombardeo. El Dey aceptó los términos, sin darse cuenta de que esta amenaza era un engaño ya que la flota había disparado casi todas sus municiones.
Un tratado fue firmado el 24 de septiembre de 1816. El dey liberó a 1083 esclavos cristianos y al cónsul británico y devolvió el dinero de la recompensa. Más de 3000 esclavos en total fueron liberados más adelante.
Tras un tiempo, Argel y otros estados berberiscos reanudaron sus actividades de piratería y esclavitud, ya que recibían ingresos por las recompensas de algunos de sus esclavos europeos y tenían un mercado para otros.